# HMS Codrington (D65)
HMS Codrington (D65) là một tàu khu trục lớp A của Hải quân Hoàng gia Anh Quốc. Nó đã phục vụ như một soái hạm khu trục trong Chiến tranh Thế giới thứ hai tại vùng biển nhà và ngoài khơi bờ biển Na Uy trước khi bị chìm do trúng bom vào ngày 27 tháng 7 năm 1940 đang khi ở trong ụ tàu tại Dover.

## Thiết kế - Chế tạo – Nâng cấp
Codrington được đặt hàng vào ngày 6 tháng 3 năm 1928 cho hãng Swan Hunter & Wigham Richardson, Wallsend theo Kế hoạch Hải quân 1927. Nó được đặt lườn vào ngày 20 tháng 6 năm 1928, được hạ thủy một năm sau đó vào ngày 8 tháng 8 năm 1929 và đưa ra hoạt động vào ngày 4 tháng 6 năm 1930. Sau khi hoàn tất việc chạy thử máy nghiệm thu trong suốt tháng 2 năm 1930, nó được phân công hoạt động cùng Hạm đội Địa Trung Hải và Hạm đội Nhà. Nó là chiếc tàu chiến duy nhất của Hải quân Hoàng gia được đặt tên HMS Codrington để vinh danh Đô đốc Sir Edward Codrington, chỉ huy hạm đội đồng minh trong Trận Navarino.
Codrington là một soái hạm khu trục, và như vậy lớn hơn các tàu khu trục khác trong lớp A. Cấu trúc cầu tàu của nó lớn hơn nhằm cung cấp đủ chỗ trống bổ sung cần cho ban tham mưu chi hạm đội. Nó có trọng lượng choán nước 2.012 tấn Anh (2.044 t) với chiều dài chung 323 ft (98 m), mạn thuyền rộng 34 ft (10 m) và mớn nước sâu 19 ft (5,8 m). Nó được trang bị hệ thống động lực turbine cho phép đạt đến tốc độ 37,74 kn (69,89 km/h) khi chạy thử máy vào tháng 2 năm 1930. Một số vũ khí nhỏ hơn được trang bị để chống máy bay. Con tàu có hai bệ phóng ngư lôi 21 inch (530 mm) Mark IX bốn nòng; và để đối phó tàu ngầm nó có hai máy phóng cùng bốn đường ray thả mìn sâu, và được bổ sung một khẩu QF 4,7 in (120 mm) Mark IX giữa hai ống khói. Nó trải qua một giai đoạn trong lực lượng dự bị tại Căn cứ Hải quân Devonport, nhưng được tái trang bị vào năm 1938, rồi được đưa ra hoạt động trở lại sau khi hoàn tất việc nâng cấp vào tháng 8 năm 1939, kịp lúc để tham gia Chiến tranh Thế giới thứ hai.

## Lịch sử hoạt động

### Eo biển Anh Quốc và bờ biển Pháp

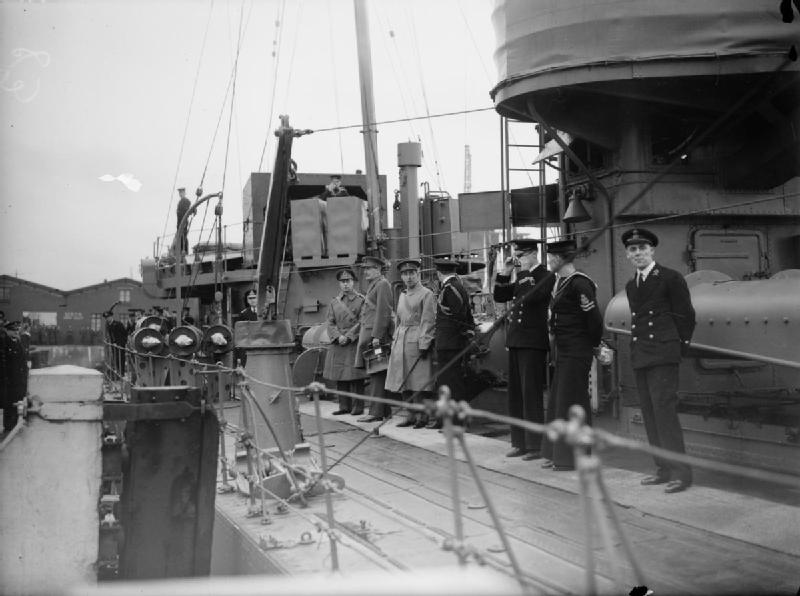
Vua George VI quay trở lại Anh trên chiếc Codrington sau khi viếng thăm Lực lượng Viễn chinh Anh tại Pháp

Codrington được cử làm soái hạm của Chi hạm đội Khu trục 19 dưới quyền chỉ huy của Tổng tư lệnh Nore, và đã đi đến Sheerness nhận nhiệm vụ. Nó di chuyển đến Dover vào tháng 9, và đến ngày 4 tháng 9 bắt đầu hộ tống các đoàn tàu vận tải chở binh lính viễn chinh Anh đến Pháp. Chiếc tàu khu trục ở lại khu vực eo biển Anh Quốc suốt tháng 10 trước khi được chuyển đến Harwich để phòng thủ chống lại mối đe dọa Đức tấn công Bỉ và Hà Lan. Nó quay trở lại Dover vào tháng 12, và đến ngày 4 tháng 12 đã đón lên tàu Vua George VI và đưa đến để viếng thăm Lực lượng Viễn chinh Anh tại Pháp. Codrington đón Đức Vua trở lại tàu ngày 10 tháng 12 và đưa Ngài quay trở lại Dover. Đến ngày 22 tháng 12, nó tham gia lực lượng hộ tống, bao gồm các chiếc Esk, Express và Brazen cho chiếc tàu rải mìn phụ trợ Princess Victoria trong một chiến dịch rải mìn ngoài khơi rào chắn Dover.
Sang năm 1940, Codrington tiếp tục có dịp phục vụ cho những nhân vật quan trọng. Ngày 4 tháng 1, nó đưa Winston Churchill, lúc đó là Bộ trưởng Hải quân Anh, cho một chuyến viếng thăm đến Pháp. Vào tháng 2, nó được cử làm soái hạm của Chi hạm đội Khu trục 1 đặt căn cứ tại Harwich, thay thế cho chiếc Grenville bị đánh chìm do trúng thủy lôi vào ngày 19 tháng 1. Ngày 5 tháng 2, nó đưa Thủ tướng Neville Chamberlain, Winston Churchill cùng nhiều nhà lãnh đạo quân sự cấp cao đến Boulogne cho một hội nghị chiến tranh tại Paris. Sau đó Codrington đi vào Xưởng tàu Chatham cho một đợt tái trang bị.

### Bắc Hải và bờ biển Na Uy
Sau khi hoàn tất việc tái trang bị, Codrington gia nhập trở lại chi hạm đội tại Harwich vào ngày 6 tháng 3, bắt đầu nhiệm vụ bảo vệ đoàn tàu vận tải và tuần tra tại Bắc Hải. Đến tháng 4, nó được điều sang phục vụ cùng Hạm đội Nhà sau khi Đức tấn công chiếm đóng Na Uy. Vào ngày 7 tháng 4, nó được bố trí cùng các tàu khu trục Griffin, Jupiter, Electra, Escapade, Brazen, Bedouin, Punjabi, Eskimo và Kimberley trong thành phần hộ tống cho các thiết giáp hạm Ramillies và Valiant, tàu chiến-tuần dương Repulse và tàu tuần dương hạng nhẹ Pháp Émile Bertin. Lực lượng này được dự định hỗ trợ cho các hoạt động dự định tiến hành ngoài khơi Na Uy, bao gồm chiến dịch Rupert, một nhiệm vụ rải mìn ngăn chặn các tàu Đức chở quặng sắt. Hoạt động này lại bị vượt qua khi Đức bất ngờ tấn công vào ngày hôm sau 8 tháng 4. Codrington chịu đựng một cuộc không kích vào ngày 9 tháng 4 trong khi cùng với hạm đội, và được cho tách ra để quay về Sullom Voe tiếp nhiên liệu.
Nó quay trở lại hoạt động vào ngày 14 tháng 4, được bố trí cùng với các tàu chị em Acasta và Ardent trong thành phần hộ tống cho Valiant cùng tàu tuần dương hạng nặng Vindictive, vốn đang bảo vệ các đoàn tàu vận tải quân sự chuyển binh lính và tiếp liệu cho kế hoạch đổ bộ xuống Na Uy. Ngày 28 tháng 4, Codrington đón lên tàu Thủy sư Đô đốc William Boyle và tướng Pháp Antoine Béthouart để tiến hành một cuộc trinh sát khu vực Narvik, nhằm chuẩn bị cho một cuộc tấn công của quân Đồng Minh. Trong quá trình khảo sát, chiếc tàu khu trục đã bắn phá các vị trí pháo của đối phương.

### Hỗ trợ các cuộc triệt thoái
Codrington được tách khỏi hoạt động của Hạm đội Nhà ngoài khơi Na Uy vào tháng 5, và đến ngày 10 tháng 5 đã chuyển đến Dover hỗ trợ cho việc triệt thoái nhân lực Đồng Minh khỏi Bỉ và Hà Lan. Nó hoàn tất chuyến đi 530 mi (850 km) từ Scapa Flow đến Dover trong vòng 23 giờ, được tiếp nhiên liệu trong ngày 11 tháng 5 rồi bắt đầu tuần tra ngoài khơi bờ biển Bỉ và Hà Lan. Đến ngày 13 tháng 5, nó đón lên tàu những thành viên của Hoàng gia Hà Lan tại IJmuiden và chuyển họ đến Anh an toàn. Chiếc tàu khu trục quay lại bố trí ngoài khơi Harwich vào ngày 15 tháng 5, và đến ngày 27 tháng 5 được bố trí cùng với Grenade, Jaguar và Javelin đánh chặn các tàu nổi Đức đang tìm các tấn công tàu bè Đồng Minh. Sau đó nó được chuyển sang dưới quyền Bộ chỉ huy Dover để trợ giúp trong Chiến dịch Dynamo, cuộc triệt thoái Dunkirk. Ngày 28 tháng 5, nó nhận lên tàu 866 binh lính từ bãi biển, rồi cùng với Grenade và tàu chị em Anthony tiếp nhận những người sống sót trên chiếc SS Abukir để chuyển họ đến Dover. Nó thực hiện chuyến đi thứ hai vào ngày 29 tháng 5, đón nhận 766 binh lính; chuyến thứ ba được tiến hành vào ngày 30 tháng 5, nhận 799 binh lính. Một chuyến thứ tư được tiếp nối vào ngày 31 tháng 5, khi nó đón 909 binh lính và chuyển 440 người đến Dover. Ngày 1 tháng 6 nó đưa được 746 binh lính quay trở lại Dover, và chuyến đi cuối cùng vào ngày 2 tháng 6 đã đưa 878 binh lính quay trở lại Anh Quốc. Codrington là một trong số ít tàu khu trục tránh khỏi hư hại đáng kể và có thể tiếp tục hỗ trợ các hoạt động sau khi hoàn tất việc triệt thoái.
Codrington được bố trí đến Dover vào ngày 3 tháng 6 tiến hành các hoạt động tuần tra tại eo biển Anh Quốc và bảo vệ cho cuộc triệt thoái khỏi các cảng Pháp bên kia eo biển. Đến ngày 12 tháng 6 nó được bố trí như một căn cứ nổi cho sĩ quan hải quân cao cấp trong Chiến dịch Cycle, cuộc triệt thoái binh lính khỏi Le Havre, rồi quay trở về Portsmouth sau khi nhiệm vụ này hoàn tất. Vào ngày 15 tháng 6 nó lại hỗ trợ cho việc tiếp tục triệt thoái quân sự khỏi các cảng Pháp và tiếp tục tuần tra chống các cuộc tấn công đánh chặn tàu bè Đồng Minh tại Bắc Hải và eo biển Anh Quốc.

### Bị đánh chìm
Vào tháng 7 năm 1940, Codrington được bố trí tại khu vực ngoài khơi Dover cho các nhiệm vụ bảo vệ đoàn tàu vận tải và tuần tra trong eo biển Anh Quốc. Nó đi vào cảng lúc gần cuối tháng để bảo trì tẩy sạch các nồi hơi, neo đậu cạnh tàu kho chứa Sandhurst. Cảng Dover chịu đựng một đợt không kích vào ngày 27 tháng 7 và một quả bom đã rơi cạnh Codrington. Vụ nổ tiếp theo đã làm vỡ tung lườn tàu và nó bị đắm, nhưng chỉ có ba người bị thương. Vụ đắm tàu không được công bố cho đến ngày 18 tháng 5 năm 1945 và xác tàu đắm chỉ được tháo dỡ từ năm 1947.